# 竹の子族

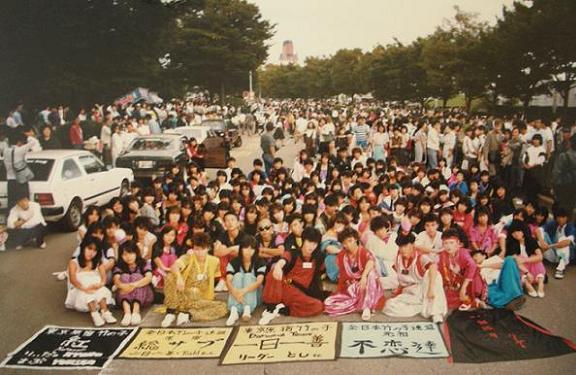
1984年10月14日原宿竹の子族集合写真

竹の子族（たけのこぞく）は、野外で独特の派手な衣装でディスコサウンドに合わせて「ステップダンス」を踊るという風俗またはその参加者の総称。
1980年代前半東京都・原宿の代々木公園横に設けられた歩行者天国で、ラジカセを囲み路上で踊っていた。ブーム最盛期は1980年（昭和55年）で、この頃には名古屋市など地方都市の公園や、東京では吉祥寺や池袋でも小規模ながら竹の子族が踊っていたという。

## 概要

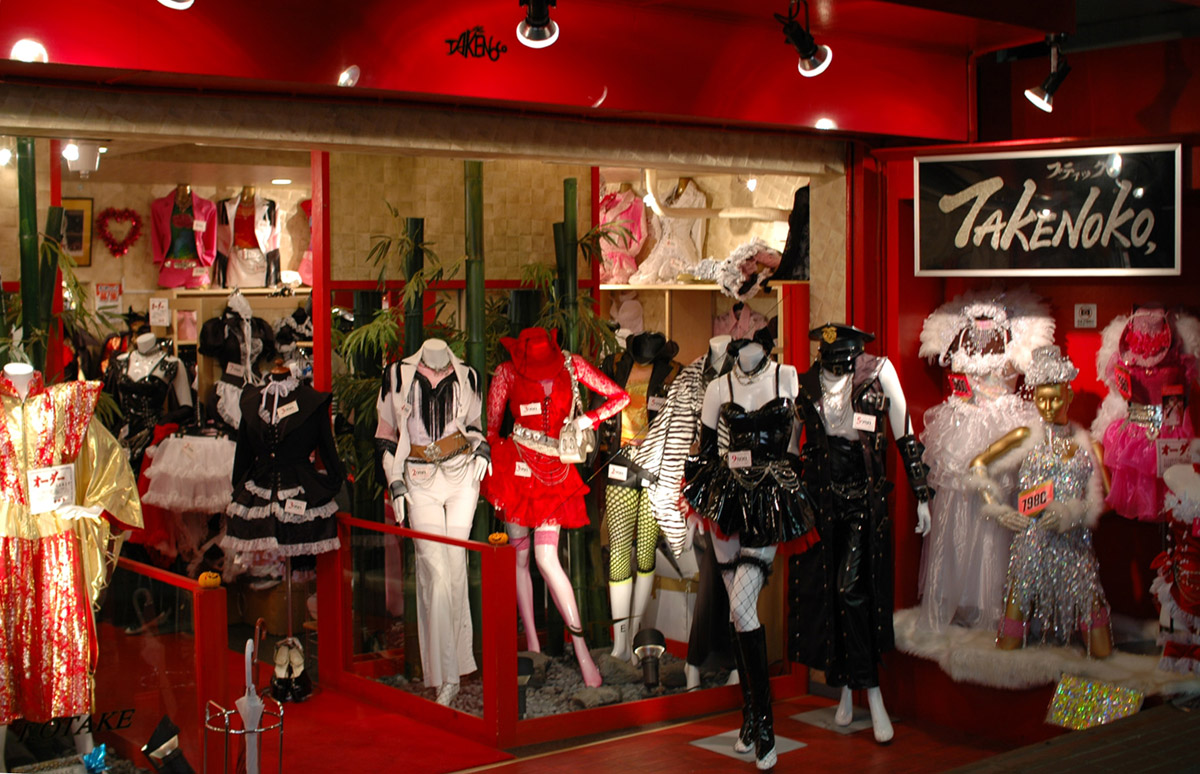
ブティック・竹の子

「竹の子族」の由来は諸説あるが、自作以外の衣装を1978年（昭和53年）に開業した「ブティック竹の子」で購入していたことが「竹の子族」の由来の一つと言われている。街頭や路上で若者グループが音楽に合わせてパフォーマンスを表現するブームの先駆けともいえる。
新宿の殆どのディスコが竹の子禁止にして追い出された為にホコ天に流れた（大人数で輪になってフロアを占拠し他の人が踊れない為）。
グループは主に首都圏の中学・高校生で構成され、歩行者天国が開催される休祭日に原宿歩行者天国（ホコ天）に集合し、ホコ天終了時まで踊っていた。また、ホコ天が開催されなかった場合は、代々木公園内や公園入口、NHK放送センター近くの渋谷方面へ向かう歩道橋近辺であった。
「竹の子族」の若者たちで原宿歩行者天国は溢れ返り、そのブーム最盛期にはメンバーが2,000名以上いたと言われている。聴衆の多さから移動もままならなくなったことも多かった。ラジカセから流す曲はディスコサウンドが中心であった（「アラベスク」「ヴィレッジ・ピープル」「ジンギスカン」等の80年代キャンディーポップス）。
竹の子族の衣装は、そのチームごとに特色のある衣装をデザインし制作していた。これらは主に原色と大きな柄物の生地を多用したファッションで、『アラビアンナイト』の世界のような奇想天外なシルエットが注目を集め、化粧についても男女問わず多くの注目を引こうと鮮やかなメイクをしていた。竹の子族の生みの親として広く知られるようになった大竹竹則がオーナーを務める「ブティック竹の子」では、竹の子族ブーム全盛期の1980年（昭和55年）、竹の子族向けの衣装が年間10万着も販売されたという。「ローラー族」が1950年代のアメリカをモチーフにしていたのとは対照的に、竹の子族のファッションは東洋回帰を思わせるものがある。
若者集団の文化、ファッションとしても、1980年代前半で注目されるキーワードの一つである。清水宏次朗や沖田浩之も、街頭でスカウトされ芸能界にデビューした元竹の子族である。
それぞれの振り付けはチーム毎によって異なる場合が多い。

## 経過
1970年代後半、東京・新宿のディスコで流行ったステップダンスが始まりと言われている。
女性タレント・古橋舞悠の実父・古橋祐二（実業家・バイク店経営者）が実際に「竹の子族」に関わり、発足するまでの秘話をテレビ出演した際に明かしている。古橋によれば、
- 元々は表参道のキデイランド前の歩行者天国で、「クールズ（ロックバンド「クールス」に関わるバイクチーム）」に属するローラー族の1グループがロカビリーダンスを踊っていた。その様子がNHKで紹介されると人が集まるようになり、警察に指導されて代々木公園へ移動した。
- そのローラー族がディスコへ遊びに行くと、原宿の「ブティック竹の子」のファッションに身を包んで踊っているグループが目立っていたので、「原宿で一緒に踊ろう」と声を掛けた。これがダンスも含め「竹の子」側に波及していき、後の「竹の子族」に発展したと説明している。

1980年代初め頃の、毎週日曜日の原宿・代々木公園横の歩行者天国には、竹の子族のチーム約50グループ、メンバーがおよそ2,000人に膨れあがっていた。
初期メンバーは30人前後であり、1年間で100倍近くに膨れ上がったことになる。 当の竹の子族以上に、ギャラリーの数も想像を超えるほど急増していた。毎週日曜日になるとおよそ10万人近くが「原宿ホコ天」に集まり、原宿歩行者天国は端から端まで身動きがとれなくなることも多々あった。
1980年代後半、ローラー族や、バンド、ブレイクダンス等、多様なパフォーマンス集団に押され、竹の子族ブームは下火になっていった。
1996年から1997年にかけての代々木公園前歩行者天国の試験廃止および1998年8月31日の歩行者天国完全廃止と共に原宿から撤退、東京・新宿のディスコに活動の場を移す。
2010年代でも、最盛期を知らない若者が、「ブティック竹の子」やメディアなどで竹の子族を知り、似たファッションや活動を楽しんでいる。竹の漢字を片仮名2文字に分解した「ケケノコ」族と自称・他称されることもある。

## 最盛期の主なグループ
※五十音順
- 愛・愛（あいあい）
- 愛・花・夢（あい・か・む）
- 愛羅舞優（あいらぶゆう）
- 加速装置（アクセル）
- 唖朶琉斗（アダルト）
- 悪夢瑠（アムール）
- 異次元（いじげん）
- 一日一善（いちにちいちぜん）
- 一日一善・紅（くれない）
- 一日一善・北斗（ホクト）
- 一心会（いっしんかい）
- 威摩児寧志音（イマジネーション）
- 恵女羅流怒（エメラルド）
- Elegance（エレガンス。麗院宝解散後ペガサスが、作ったグループ当て字はない。）
- 魘弐慧琉蘇（エンジェルス。「天使」とも表記）
- 不終夏（エンドレスサマー）
- 緒巣架留（オスカル）
- 可愛娘不理子（かわいこぶりっこ）
- 駈栗鼠樽（クリスタル）
- 幻遊会（げんゆうかい）
- 西遊記（さいゆうき）
- 華麗（サクセス）
- 沙汰泥夜（サタデーナイト）
- 皇帝（シーザー）
- 嫉妬心（ジェラシー）
- Jupyter（ジュピター）
- 呪浬悦賭（ジュリエット）
- 獅利亜巣（シリアス）
- 紫流美亜（シルビア）
- 神義嫌（ジンギスカン）
- 竹取物語（たけとりものがたり。「異次元」から分裂して出来たチーム）
- 怒羅絵門（ドラえもん）
- 夢幻（ドリーム）
- 破恋夢（ハーレム）
- PAJAMAS（パジャマズ）
- 犯婦禁（パンプキン）
- 英雄（ヒーロー）
- 微笑天使（びしょうてんし）
- 卑弥呼（ひみこ）
- 妖精（フェアリー）
- 不恋達（フレンズ。ラメサテンの衣装を特許にしていたチーム）
- 男女マジシャン（ペアマジシャン）
- 翼馬（ペガサス）
- 魔呪夢亜（マジムア）
- マリア
- 流星（ミーティア）
- 命（みこと）
- ミッキーマウス
- 未来（みらい）
- 夢英瑠（ムエル）
- 憂斗妃鳴（ユートピア）
- 妖貴妃（ようきひ）
- 来夢（らいむ）
- ラブリーズ
- 乱奈阿珠（ランナーズ。沖田浩之が所属したチーム）
- 龍虎舞人（りゅうこぶじん）
- 琉珠（ルージュ）
- 流紫亜（ルシア）
- 紅玉蘭（ルビー）
- 麗堕亜巣（レイダース）
- 麗羅（レイラ）
- 麗院宝（レインボー）

## 主な事件
- 1980年（昭和55年）4月14日 「竹の子族」襲われる。（朝日）
東京代々木公園で昨夏から日曜になると歩行者天国に派手な格好をした若者たちが集まり、青空ディスコを繰り広げ話題を集めていたが、13日の夜にこの路上ディスコグループが、以前から対立していた公園内の「のぞきグループ」に襲われ、高校生3人が頭にけがをした。
- 1983年（昭和58年）10月 暴力団と竹の子族リーダー100万円を脅し取る。
「お前たちが思いきり踊れるよう、ヤクザから守ってやる」と竹の子族の少年ら300人から「踊り代」として計数百万円を脅し取っていた暴力団構成員と竹の子族グループの総リーダーら3人を恐喝で逮捕という事件も起きた。

## 竹の子族出身の著名人
- 清水宏次朗（俳優、歌手）
- 沖田浩之（俳優、歌手）